# Orgilus indagator
Orgilus indagator är en stekelart som beskrevs av Muesebeck 1967. Orgilus indagator ingår i släktet Orgilus och familjen bracksteklar. Inga underarter finns listade i Catalogue of Life.